# نورا ابولینز
نورا ابولینز (لتونیایی: Nora Silvija Āboliņa؛ زادهٔ ۲۶ ژانویهٔ ۱۹۹۲) بازیکن فوتبال اهل لتونی است.
از باشگاه‌هایی که در آن بازی کرده‌است می‌توان به کیوب ایکو اشاره کرد. وی همچنین در تیم ملی فوتبال زنان لتونی بازی کرده‌است.